# Idioma taíno
El taíno es una lengua indígena de la familia arawak que se habló en las Antillas y que actualmente se encuentra extinta. Era la lengua principal en el archipiélago a la llegada de los europeos, se hablaba en todas las Antillas Mayores, en las Bahamas, en los cayos de Florida y en varias pequeñas islas del arco oriental del mar Caribe. 
Los taínos, hablantes de la lengua homónima, avanzaron desde el oriente de Venezuela hacia el noroeste siguiendo la cadena insular caribeña, desplazando o reduciendo a los pobladores anteriores como los guanajatabeyes en el occidente de Cuba y los ciguayos y mazorijes en La Española. Durante la época del contacto con los españoles, los taínos orientales estaban en conflicto con los caribes.
Aunque no hay un registro importante de la lengua taína, en la actualidad existen intentos por reconstruir y recuperar la lengua a través del vocabulario que ha sobrevivido y utilizando como base la gramática de lenguas cercanas como el guajiro y el garífuna.

## Aspectos históricos, sociales y culturales

### Historia
La presencia de las voces taínas en el español es relevante en las categorías de nombres de plantas, animales y prácticas culturales de los indígenas americanos. Varias de esas palabras han pasado a otros idiomas europeos a través del español. Sin embargo, el idioma desapareció rápidamente como consecuencia de la pronta extinción o asimilación cultural de sus hablantes en las Antillas Mayores. 
En el extremo occidental de Cuba, también se habría hablado una lengua diferente por los guanajatabeyes cuyo origen no puede precisarse debida a la rápida extinción del grupo, es muy posible que estas poblaciones aisladas representaran pobladores pretaínos de las islas y que su lengua todavía fuera una lengua pretaína, aunque no existen datos precisos sobre eso. En La Española también se hablaban el ciguayo y el mazorí, otras lenguas de filiación desconocida y probablemente no relacionadas con el arawak. 

### Variedades dialectales
Entre los pueblos taínos, Bartolomé de las Casas expone que existían varias lenguas taínas o variantes dialectales, el grado de intercomprensibilidad mutua no se conoce, aunque la propia descripción de De las Casas habla de la distribución:

#### Taíno clásico
El taíno clásico era el hablado en Cuba oriental y la mayor parte de La Española, algunos asentamientos esporádicos al oeste de la provincia de Oriente en Cuba central y occidental así como las islas Lucayas meridionales (Islas Turcas y Caicos) y Puerto Rico. El taíno clásico tenía a su vez diferentes variantes regionales, de las cuales el del cacicazgo de Jaraguá se consideraba el más elegante y prestigioso.
El taíno clásico de Jaraguá también sirvió como segunda lengua por los hablantes de otras lenguas de la región, así como lingua franca del comercio y la cultura. Según De las Casas era una lengua que casi todos conocían y podían entender, aunque claramente coexistía con otras lenguas en las Antillas Mayores.

#### Taíno ciboney
El taíno ciboney era la variedad lingüística del taíno hablada en el extremo suroccidental de La Española, la mayor parte de Cuba oriental y central y probablemente Jamaica. También era conocido como taíno occidental.

### Influencia del taíno en el español
Siendo la lengua de los primeros americanos que tuvieron contacto con los españoles, el taíno es una de las principales fuentes de indigenismos para el vocabulario del idioma español.
Algunos de los préstamos del taíno en el español son: agutí, ají, auyama, batata, cacique, caoba, guanabana, guaraguao, jaiba, loro, maní,  maguey (también magüey), múcaro, nigua, querequequé, tiburón, tuna, barbacoa, caimán, canoa, casabe, cayo, cimarrón, guayaba, hamaca, huracán, iguana, jutía, macana, maíz, manatí, manglar, patata, sabana y tabaco.

## Descripción lingüística

### Fonología
El idioma taíno no se escribía regularmente. Los taínos usaron petroglifos, pero ha habido poca investigación en el área. Los siguientes fonemas se reconstruyen a partir de registros del español:
| CONSONANTES | Labial | Dental | Alveolar | Palatal | Velar | Glotal |
| ----------- | ------ | ------ | -------- | ------- | ----- | ------ |
| Oclusivas   | p b    | t d    |          |         | c /k/ |        |
| Fricativas  |        |        | s        |         |       | j /h/  |
| Líquida     | l      |        |          |         |       |        |
| Nasales     |        | m      | n        |         |       |        |
| Semivocales | w      |        |          | y /j/   |       |        |

También existía el fonema [ɾ], que parece haber sido un alófono de /d/. Asimismo, la única consonante que se podía encontrar al final de una sílaba o de una palabra era /s/. Una excepción era el sufijo -(e)l, que indicaba el género masculino, como en warokoel 'nuestro abuelo'. Algunas palabras aparecen registradas como terminadas en x, lo que puede haber representado un sonido /h/ al final de palabra.
En taíno hay cinco vocales: /a/ /e/ /ɛ/ /i/ /o/. Las transcripciones en español de -e- vs -ei- y -ey-, como en seiba 'ceiba', sugieren una distinción entre /ɛ/ y /e/. La /e/ se escribe -ei- o -é final en las reconstrucciones modernas. También había una vocal posterior alta [u], que a menudo era intercambiable con /o/ y puede haber sido un alófono. Había un conjunto paralelo de vocales nasales.

### Gramática
Por lo que se puede deducir, los sustantivos parecen haber tenido sufijos de clases, como en otras lenguas arahuacas. Los prefijos posesivos taínos atestiguados son da- 'mi', wa- 'nuestro', li- 'su (masculino)' (a veces con una vocal diferente) y to-, tu- 'su (femenino)'.
Los afijos que designan verbos son a-, ka-, -a, -ka, -nV en los que "V" es una vocal desconocida o cambiable. Esto sugiere que, como muchas otras lenguas arahuacas, la conjugación verbal de un sujeto se parecía a los prefijos posesivos de los sustantivos.
El prefijo de negación es ma-, mientras que el prefijo atributivo es ka- como en makabuka 'no es importante' o 'no importante'. Esto se ha comparado con el sufijo -bouca del kalinago que designa el tiempo pasado. Por lo tanto, la oración puede interpretarse en el sentido de "sin pasado". Sin embargo, makabuka también podría compararse con el aboúcacha del kalinago 'asustar'. Este verbo se comparte en varias lenguas arahuacas del Caribe como el lokono (bokaüya 'asustar') y el paraujano (apüüta 'asustar').
Algunos verbos conjugados son daka 'yo soy', waiba 'nosotros vamos', warike 'nosotros vemos'. Uno de los sufijos de objeto atestiguados es -wo 'nosotros', como en ahiyakawo 'háblanos'.

## Léxico
La evidencia lingüística conservada en algunas listas de vocabulario muestra claramente el parentesco del taíno con las lenguas arawak septentrionales habladas en Venezuela. Concretamente la forma de algunos de los primeros americanismos o préstamos de las lenguas arawak al español muestran cambios fonéticos que sugieren que la lengua de los taínos tenía un parentesco más estrecho con el guajiro que con otras lenguas arawak modernas:
(español) ají < *aší / (guajiro) haši / (arawak-lokono) hači < *hátʰi 'chile (pimiento)'
(español) aje < *áše / (guajiro) háiši / (arawak-lokono) haliči < *hálitʰi  'batata'
Estos ejemplos muestran que el taíno habría estado más cercano al guajiro que al lokono.

#### Topónimos
- Quisqueya (La Española): kis-ke-ya 'cosa grande' o 'tierra nativa'
- Bahamas: ba-ha-ma 'grande-superior-medio'
- Bimini: bimini 'gemelos'
- Inagua: i-na-wa 'pequeña tierra del este'
- Caicos: ka-i-ko 'cerca-norte-aislado'
- Boriquén (Puerto Rico, también Borikén, Borinquén): borike, bori (nativo) -ke (tierra) 'tierra del gran señor'
- Jamaica: Ya-mah-ye-ka 'gran espíritu de la tierra del hombre'
- Islas Caimán: kai-man 'cocodrilo' o 'caimán'
- Cuba: ku-bao 'gran tierra fértil'

## Frases de ejemplo
Waibá, sinato makabuka wamekina.
Vamos, no importa que nuestro amo esté molesto.
Dios naboriya daka.
Soy obrero de Dios.
Mayani makana, Juan de Esquivel daka.
No me mates, soy Juan de Esquivel.
O, kama, waxeri, warike kawona yari.
Oh, escuche, señor, vemos joyas de oro.
Teketa sinato wamekina.
Nuestro amo está muy molesto.